# Театр на Виноградах
Театр на Виноградах (чеськ. Divadlo na Vinohradech) — драматичний театр, розташований в районі Виногради в центрі чеської Праги.

## Історія
Ідея створення театру в одному з найстаріших районів Праги Королівські Виногради обговорювалася з кінця XIX століття. В конкурсі на проект театральної будівлі переміг архітектор Алоїс Ченський, і з 1905 по 1907 роки під керівництвом Яна Маджера та Йозефа Весели неподалік від храму Святої Людмили триповерхову споруду було зведено. На його фасаді над головним входом були встановлені алегоричні статуї крилатих ангелів авторства Мілана Гавличека, що символізують собою Відвагу (ангел з мечем) та Істину (ангел з дзеркалом). Балюстради другого і третього поверху були прикрашені скульптурами і античними колонами.
Прем'єрним спектаклем, поставленим у театрі на Королівських Виноградах і показаним публіці 24 листопада 1907 року, стала п'єса Ярослава Врхліцького «Годіва». Протягом перших 12 років свого існування глядачам тут представлялися як оперні, так і драматичні постановки, проте пізніше оперна трупа під керівництвом Отакара Острчила залишила театр, і в його репертуарі залишилося лише драматичний напрямок з художнім керівником Ярославом Квапілом. В період з 1921 по 1925 роки в театрі завідувачем літературною частиною працював відомий чеський письменник Карел Чапек.
З 1922 року будівля театру перейшла у відання мера Праги і в жовтні 1923 року він був перейменований у театр на Виноградах. У перші роки окупації Чехословаччини нацистами і створення на її території протекторату Богемії і Моравії театр був закритий, а в його будинку німцями був обладнаний кінотеатр. У роки Другої світової війни трупа під керівництвом Франтішека Гоца була змушена виступати у музичному театрі в Карлині і лише після її закінчення повернулася на рідну сцену.
З 1950 року керівництво театром перейшло до міністерства оборони. До середини 1960-х років він носив назву Центрального театру Чехословацької армії, а до його репертуару здебільшого входила пропаганда соціалістичного реалізму. Своє первісне ім'я театр повернув в часи директорства Франтішека Павличека. З цього часу артистам знову стало можливим ставити класичні та сучасні драматичні постановки.
В наші дні театр на Виноградах є одним з головних центрів культурного життя Чехії, а його репертуар представлений постановками творів Вільяма Шекспіра, Генріка Ібсена, Миколи Островського, Антона Чехова, Федора Достоєвського, Павела Когоута та інших відомих драматургів.
Головний зал розрахований на 767 місць, малий вміщує до 60 глядачів. Як і багато років тому, тут працюють відомі чеські актори та режисери, а також приїжджають з гастролями театри з Росії, Європи і Америки.